# Campanhas do imperador Yongle contra os mongóis
As campanhas do Imperador Yongle contra os mongóis ocorreram de 1410 a 1424. Elas consistiram em cinco expedições militares ofensivas conduzidas pela China Ming contra os mongóis orientais, oirates mongóis e outras tribos mongóis.

## Contexto
Durante o reinado do Imperador Hongwu, o comandante mongol Naghachu rendeu-se à China Ming em 1387, e Tögüs Temür da Yuan do Norte foi derrotado por um exército Ming liderado pelo General Lan Yu em 1388. Muitas tribos mongóis da Manchúria renderam-se à China Ming e foram subsequentemente incorporadas aos Uriankhai (conhecidos como os “Três Comissariados”) para servir nas regiões fronteiriças ao norte do império. No entanto, os oirates mongóis (o principal grupo dos mongóis ocidentais) e os mongóis orientais mantiveram-se hostis em relação à China Ming e também uns aos outros.
A corte Ming havia enviado o embaixador Guo Ji aos mongóis orientais, exigindo que se submetessem como um estado tributário da China Ming. Porém, em 1409, Bunyashiri dos mongóis orientais executou o embaixador Ming. Em contraste, Mahmud dos oirates mongóis enviou uma missão tributária à corte imperial Ming em 1408.
Ao estabelecer relações com os oirates, a China Ming efetivamente os utilizou para contrabalançar os mongóis orientais. Havia uma crescente animosidade na corte Ming em relação aos mongóis orientais por recusarem o status de estado tributário e por terem matado um emissário Ming. Entre 1410 e 1424, o Imperador Yongle liderou cinco campanhas militares contra os mongóis.

## Primeira campanha
No inverno de 1409, o Imperador Yongle fez preparativos para sua expedição militar. Em 25 de março de 1410, ele partiu de Pequim em uma expedição contra os mongóis orientais. Estima-se que ele tenha levado 100 000 soldados, embora o Mingshi forneça a improvável cifra de 500 000 tropas. Eles utilizaram 30 000 carros para transporte. Marcharam respectivamente rumo a Xuanfu, Xinghe e Kerulen.
O exército Ming, avançando de Xinghe, parou em Minluanshu, pois o Imperador Yongle promoveu uma grande parada militar diante dos emissários oirates mongóis. Nas margens ao norte do Rio Kerulen, ele mandou gravar nas rochas: “Oitavo ano do reinado Yongle geng yin (ano), quarto mês ding you (mês), décimo sexto dia ren zi [19 de maio de 1410], o Imperador do Grande Ming passou por aqui com seis exércitos durante a expedição punitiva contra os bárbaros rebeldes.”
Bunyashiri queria fugir do exército Ming em avanço, mas Arughtai discordou. Assim, os dois líderes mongóis e suas forças separaram-se cada um em uma direção. O exército Ming perseguiu primeiro Bunyashiri. Em 15 de junho de 1410, eles aniquilaram as forças de Bunyashiri no Rio Onon, mas ele conseguiu escapar. Em seguida, o exército Ming perseguiu Arughtai e suas tropas mongóis. Eles encontraram e derrotaram suas forças em Qingluzhen, próximo ao Rio Taor, mas ele fugiu com os homens que restaram. O Imperador Yongle retornou a Pequim em 15 de setembro de 1410.
Arughtai, após sua derrota, tentou estabelecer uma relação frágil com a China Ming, pois temia seu poderio militar e desejava bens chineses por meio de comércio. Submetendo-se como um estado tributário da China Ming, formou-se uma aliança entre Arughtai e a corte Ming. No final de 1410, Arughtai enviou cavalos em tributo à corte imperial Ming e recebeu privilégios comerciais. Na primavera de 1412, as forças de Mahmud encontraram e mataram Bunyashiri enquanto ele fugia do exército Ming.

## Segunda campanha
[Sua Alteza] varreu a vespa venenosa,
Pelos próximos mil anos.
[Ele] lavou o fedor de carneiro,
[Nós] retornamos dez mil li.

— Hu Guang (1370–1418) sobre a vitória do Imperador Yongle contra os Oirats em 1414

Uma inscrição composta pelo imperador:
Hanghai é a empunhadura,
Céu e Terra são a lâmina.
Um único golpe para afastar a poeira dos cavaleiros do norte,
Para sempre limpa a estepe.

— Imperador Yongle, um epígrafe inscrito em um monumento de pedra na atual Naran, província de Sükhbaatar, Mongólia
A atitude da corte Ming tornou-se mais desdenhosa e negativa em relação aos oirates mongóis. O Imperador Yongle negou o pedido do líder oirate Mahmud pela concessão de recompensas a seus seguidores que haviam lutado contra Bunyashiri e Arughtai. Mahmud logo se irritou com a falta de consideração da corte Ming. Ele prendeu emissários Ming, e o Imperador Yongle enviou o eunuco Hai T’ung em uma tentativa malsucedida de garantir a libertação deles.
Em 1413, sentindo-se ameaçado, Mahmud enviou 30 000 tropas mongóis ao Rio Kerulen contra a China Ming. No final de 1413, Arughtai informou à corte Ming que Mahmud havia cruzado o Rio Kerulen, o que indicava uma guerra iminente com a China Ming.
Em 6 de abril de 1414, o Imperador Yongle partiu de Pequim para liderar uma campanha militar contra os oirates mongóis. O exército Ming avançou via Xinghe até Kerulen, para enfrentar os oirates na batalha do alto Rio Tula. O confronto entre o exército Ming e os oirates ocorreu entre as nascentes dos rios Tula e Kerulen. Os oirates foram sobrepujados pelo pesado bombardeio dos canhões Ming. Sofreram grandes baixas e foram forçados a recuar. Mahmud e o cã fantoche Delbek fugiram do exército Ming. O Imperador Yongle retornou a Pequim em agosto de 1414.
Arughtai desculpou-se da batalha alegando que não pôde participar devido a doença. Mesmo que Mahmud procurasse a reconciliação com a China Ming, o Imperador Yongle olhou para essa possibilidade com muita desconfiança. De todo modo, antes que algo pudesse acontecer, Arughtai atacou e matou Mahmud e Delbek em 1416.

## Terceira campanha

Pintura do Imperador Yongle (National Palace Museum)

Arughtai esperava receber recompensas da corte Ming por seus serviços contra os oirates mongóis. A corte Ming concedeu apenas títulos a Arughtai e a sua mãe, mas não lhe deu os privilégios comerciais que ele desejava. Arughtai ficou cada vez mais hostil e começou a atacar caravanas nas rotas comerciais ao norte da China Ming. Por volta de 1421, ele havia parado de enviar tributos para a China Ming. Em 1422, ele atacou e tomou a fortaleza de fronteira de Xinghe. Isso levou a China Ming a lançar a terceira campanha militar.
Muitos altos funcionários se opuseram à expedição e aconselharam o Imperador Yongle a não iniciá-la, pois julgavam que custaria muito caro ao tesouro do império, mas o imperador rejeitou seus conselhos. Eventualmente, como resultado dessa oposição, o Ministro da Guerra Fang Bin cometeu suicídio, enquanto o Ministro das Receitas Xia Yuanji e o Ministro das Obras Wu Zhong foram presos.
Em 12 de abril de 1422, o imperador e seu exército partiram de Pequim em direção a Kulun. De acordo com Rossabi (1998), o exército Ming supostamente era composto por 235.000 soldados. Eles somavam 235.146 homens, 340 000 burros, 117.573 carros e 370 000 shi de grãos, segundo Perdue (2005). O Imperador Yongle conduziu suas tropas até Dolon, onde Arughtai estava acampado. Uma força de 20 000 soldados foi destacada para os Comissariados Uriankhai, que haviam caído sob o domínio de Arughtai; eles foram reconquistados em julho.
O exército Ming causou temor em Arughtai, que evitou o confronto fugindo para longe na estepe. Em resposta, os Ming destruíram e saquearam os acampamentos de Arughtai. A situação frustrante e infrutífera fez com que o Imperador Yongle direcionasse sua atenção para atacar impiedosamente e saquear três tribos Uriankhai mongóis que não estavam envolvidas nas hostilidades de Arughtai. Os saques e ataques contra qualquer mongol que se encontrasse no caminho do exército Ming se repetiriam nas campanhas seguintes. O exército Ming retornou a Pequim em 23 de setembro.

## Quarta campanha
Em 1423, o Imperador Yongle lançou um ataque preventivo contra as forças de Arughtai. Partindo de Pequim em agosto, os exércitos Ming viajaram por Xinghe e Wanquan. Contudo, Arughtai recuou e fugiu outra vez diante do exército Ming. Esen Tügel, um comandante mongol oriental, rendeu-se à China Ming. O exército Ming retornou a Pequim em dezembro de 1423.

## Quinta campanha
Arughtai continuou suas investidas contra a fronteira norte em Kaiping e Datong. Em 1424, o Imperador Yongle respondeu lançando sua quinta campanha. Ele reuniu seu exército em Pequim e Xuanfu. No início de abril de 1424, partiu de Pequim para enfrentar as forças de Arughtai. As tropas marcharam por Tumu e ao norte até Kaiping. Mais uma vez, Arughtai evitou o confronto ao fugir do exército Ming. Alguns dos comandantes Ming queriam persegui-lo, mas o Imperador Yongle sentiu ter se estendido demais e recuou suas tropas. Em 12 de agosto de 1424, o imperador faleceu durante o retorno à China Ming.